# El Paraíso kommun, El Paraíso
El Paraíso är en kommun i Honduras.   Den ligger i departementet El Paraíso, i den södra delen av landet, 80 km öster om huvudstaden Tegucigalpa. Antalet invånare är 34 653. Arean är 416 kvadratkilometer.
Terrängen i El Paraíso är huvudsakligen kuperad, men åt sydost är den bergig.